# Das unerbittliche Gedächtnis
Das unerbittliche Gedächtnis ist eine Geschichte über die Figur Ireneo Funes. Dieser verfügt nach einem Unfall über die Gabe, nichts mehr zu vergessen und gleichzeitig alle Details zu erfassen. Die Erzählung stammt von Jorge Luis Borges und wurde in der Kurzgeschichtensammlung „Fiktionen“ veröffentlicht.

## Handlung
In „das unerbittliche Gedächtnis“ beschreibt der Erzähler drei Zusammentreffen mit „Ireneo Funes“. Beim ersten Zusammentreffen fällt jener dadurch auf, dass er immer die exakte Uhrzeit nennen kann, ohne sich irgendwelcher Hilfsmittel bedienen zu müssen. Beim zweiten Zusammentreffen erfährt der Erzähler, dass Funes von einem Pferd geworfen wurde und durch diesen Unfall mittlerweile gelähmt sei. Seit diesem Unfall lebe er nun vollständig zurückgezogen in einem dunklen Raum. Jedoch sendet Funes einen Brief, in welchem er um Bücher, die der Erzähler mit sich führt, bittet. Diese – ein lateinisches Wörterbuch und einen Band der Naturalis Historia von Plinius dem Älteren – erhält er daraufhin. Beim Zusammentreffen der beiden Personen wenig später kann Funes bereits Latein und zählt die Beschreibungen von Plinius auf, welche von erstaunlichen Gedächtnissen handeln, denn seit seinem Unfall verfüge er nun sowohl über eine allumfassende Wahrnehmung als auch über ein unfehlbares Gedächtnis.
Somit kann Funes nun jegliche Eindrücke aufnehmen und ins kleinste Detail wiedergeben: „Er kannte genau die Formen der südlichen Wolken des Sonnenaufgangs vom 30. April 1882 und konnte sie in der Erinnerung mit der Maserung auf einem Pergamentband vergleichen, den er nur ein einziges Mal angeschaut hatte, und mit den Linien der Gischt, die ein Ruder auf dem Río Negro am Vorabend des Quebracho-Gefechtes aufgewühlt hatte. Diese Erinnerungen waren indessen nicht einfältig; jedes optische Bild war verbunden mit Muskel-Wärmeempfindungen usw.“ Mittels seines Gedächtnisses hatte Funes zusätzlich ein Zahlensystem erdacht, bei welchem jede Ziffer durch Worte ersetzt wurde, und überlegt Erinnerungen in Ziffern zusammenzufassen. Wenn sich Funes zudem an Dinge erinnerte, so hatte er unzählbare Gedanken, da er jede kleinste Veränderung wahrnehmen und rekapitulieren konnte.
Zu einem wirklichen Denken neben dem Rekonstruieren war er jedoch nicht imstande: „Denken heißt, Unterschied vergessen, heißt verallgemeiner, abstrahieren. In der vollgepfropften Welt von Funes gab es nichts als Einzelheiten, fast unmittelbarer Art.“
Die Erzählung schließt mit der Furcht des Erzählers, durch unnötige Gebärden das Gedächtnis von Funes unnötig zu belasten. Dieser selbst erschien ihm, obwohl erst 19 Jahre jung, bereits Ewigkeiten alt. Letztlich stirbt Funes an einer Lungenembolie.

## Entstehungsgeschichte und Einflüsse
Im Januar 1941 verstarb James Joyce, woraufhin Borges innerhalb der Zeitung „Sur“ ein „Fragment an Joyce“ veröffentlichte. Hierin beschreibt er ein bisher unveröffentlichtes Werk über Ireneo Funes. Borges selbst bezeichnete Ulysses von James Joyce und Zarathustra von Nietzsche als „Vor-Texte“ für die Erschaffung von Ireneo Funes. Um Ulysses bei einem einmaligen Lesen verstehen zu können, benötigt man ein unendliches Gedächtnis, welches sein fiktionaler Charakter erhielt und somit zum „idealen Leser“ des Werkes von Joyce wurde.
Ebenso wie James Joyce die Odyssee in Ulysses übertragen hat, überträgt Borges nun den Ulysses auf seine Art in Ireneo Funes. Während Joyce ein einmaliges detailgenaues Bild von einem Tag in Dublin zeichnet, schafft es Funes jedoch alle Tage immer wieder exakt rekonstruieren zu können. Um die Idee der exakten (Re-)Konstruktion wiederzugeben, verwendet Borges jedoch die Version der Kurzgeschichte, was er im Vorwort von Der Garten der Pfade, die sich verzweigen begründet: „Ein mühseliger und strapazierender Unsinn ist es, dicke Bücher zu verfassen; auf fünfhundert Seiten einen Gedanken auszuwalzen, dessen vollkommen ausreichende mündliche Darlegung wenige Minuten beansprucht.“
Zum ersten Mal erschien „Das unerbittliche Gedächtnis“ am 7. Juni 1942 in der Zeitung „La Nación“. Das fertige Werk wurde 1944 in seinem Kurzgeschichtenwerk „Fiktionen“ veröffentlicht.

## Interpretationen
Borges thematisiert in vielen seinen Geschichten Ideen der Unendlichkeit – Die Bibliothek von Babel als unendliche Bibliothek, Das Sandbuch als unendliches Buch, Der Garten der Pfade, die sich verzweigen mit unendlichen Möglichkeiten – bei der Geschichte um Ireneo Funes behandelt er ein schier unendliches Gedächtnis mit der Möglichkeit, sich an alles mit allen Details zu erinnern.
Borges selbst sah „Das Unerbittliche Gedächtnis“ als eine Metapher für Schlaflosigkeit, unter welcher er selbst litt: "Then I said to myself, let us suppose there was a person who couldn’t forget anything he had perceived, and it’s well known that this happened to James Joyce, who in the course of a single day could have brought out “Ulysses,” a day in which thousands of things happened. I thought of someone who couldn’t forget those events and who in the end dies swept away by his infinite memory. In a word that fragmentary hoodlum is me, or is an image I stole for literary purposes but which corresponds to my own insomnia." Zusätzlich ist es eine Anspielung auf James Joyce’ Werk Finnegans Wake.

## Wirkungsgeschichte
- Christopher Doyles Film Away with Words (1999) wurde maßgeblich durch die Erzählung beeinflusst.
- David Mitchells Der Wolkenatlas (2004) wurde durch die Erzählung inspiriert. Direkt angespielt wird hier, dass der Charakter Sonmi~451 „Ireneo Funes Erinnerungen“ gelesen habe.[9]
- Umberto Eco, welcher sich bereits in Der Name der Rose unter anderem auf Borges und Die Bibliothek von Babel bezog und ein bekennender Borges-Fan war, behandelt in seinem Roman Die geheimnisvolle Flamme der Königin Loana das Motiv des Erinnerns und Vergessens.